# Джани (певец)
Радиша Трайкович, известен със сценичния си псевдоним Джани (на сръбски: Радиша Трајковић-Ђани), е популярен сръбски попфолк певец.

## Биография
Роден е на 27 януари 1973 година в град Прищина, Косово, и учи там.
Неговият музикален стил е турбофолк. Започва музикалната си кариера през 1998 година, като същата година се записва за музикална компания Гранд Продъкшън.

## Дискография
- Ta žena (1998)
- Ulica je moj dom (1999)
- Otišla si, e pa neka (2000)
- Neka pati žena ta (2001)
- Druga dva (2003)
- Sam sam (2004)
- Sve mi tvoje nedostaje (2005)
- Balkanac (2007)
- Još te sanjam (2010)

## Личен живот
Женен е за Сладжана. Той е втори баща на сина ѝ от предишния ѝ брак.